# New York Memories
New York Memories é um álbum ao vivo do maestro André Rieu, lançado em 2006.